# Воля-Русіновська
Воля-Русіновська (пол. Wola Rusinowska) — село в Польщі, у гміні Майдан-Крулевський Кольбушовського повіту Підкарпатського воєводства.
Населення — 974 особи (2011).
У 1975-1998 роках село належало до Тарнобжезького воєводства.

## Демографія
Демографічна структура станом на 31 березня 2011 року:
|          | Загалом | Допрацездатний вік | Працездатний вік | Постпрацездатний вік |
| -------- | ------- | ------------------ | ---------------- | -------------------- |
| Чоловіки | 488     | 115                | 324              | 49                   |
| Жінки    | 486     | 117                | 270              | 99                   |
| Разом    | 974     | 232                | 594              | 148                  |